# Замочківська сільська рада
| Замочківська сільська рада — орган місцевого самоврядування у Жовківському районі Львівської області з адміністративним центром у с. Замочок. Історична дата утворення: в 1991 році. Водоймища на території, підпорядкованій даній раді: річки Кривуля, Піддеревенка. Сільській раді підпорядковані населені пункти: - с. Замочок - с. Борові - с. Галасі - с. Діброва - с. Кропи - с. Сороки - с. Школярі |

## Склад ради
Рада складається з 16 депутатів та голови.

### Керівний склад ради
| ПІБ                        | Основні відомості                                                                                  | Дата обрання | Дата звільнення |
| -------------------------- | -------------------------------------------------------------------------------------------------- | ------------ | --------------- |
| Євуш Мар'ян Степанович     | Сільський голова, 1964 року народження, освіта, безпартійний                                       | 26.03.2006   | 31.10.2010      |
| Щигель Марія Володимирівна | Сільський голова, 1967 року народження, освіта середня спеціальна, Політична партія «Наша Україна» | 31.10.2010   |                 |

Примітка: таблиця складена за даними джерела